# Ашутасти
Ашутасти́ (каз. Ашутасты) — село у складі Аркалицької міської адміністрації Костанайської області Казахстану. Адміністративний центр Ашутастинського сільського округу.
У радянські часи село називалось Совхоз Аркалицький.
Населення — 1451 особа (2021; 1914 у 2009, 1736 у 1999, 1482 у 1989).